# Susanna Martín Segarra
Susanna Martín Segarra   (Barcelona, 1976) és una il·lustradora i dissenyadora gràfica catalana autora de diversos còmics i novel·les gràfiques. Forma part del Col·lectiu d'Autores del Còmic i del Collectif des créatrices de bande dessinée contre le sexisme.

## Biografia
Va néixer a Barcelona, filla d'una catalana i un extremeny, i va créixer a la Cerdanya. Es va llicenciar en Història a la Universitat de Barcelona. Posteriorment va estudiar Il·lustració i Pintura mural a l'Escola d'Art La Llotja de Barcelona. Ha col·laborat en publicitat, premsa, productores de cinema i estudis d'arquitectura.

## Trajectòria
Després de concloure els seus estudis i realitzar diversos treballs, en 2008 va col·laborar en amb Luzinema Produccions en la creació del guió il·lustrat publicitari, disseny corporatiu i il·lustracions. Aquest mateix any va il·lustrar la portada del llibre Water Pollution de la Universitat Politècnica de Catalunya. En l'àmbit del cinema va realitzar el guió il·lustrat del curtmetratge Anibal ad Portas de Quique Gandarillas i Christos Theodorou (Eccoli produccions) i va il·lustrar els dibuixos del llargmetratge Perdida de Viviana García Besné.
En el 2009 va col·laborar amb l'estudi d'arquitectura Matías Ruíz-Tagle en el projecte Teruel Activa per a l'Europan.
En 2010 realitza la seva primera novel·la gràfica en col·laboració amb Isabel Franc, Alicia en un mundo real. L'obra ha estat traduïda a quatre idiomes i editada als Estats Units per l'editorial Fantagraphics.
En el 2011 va dibuixar la seva sèrie infantil La Martina, la por i el gat Faluga a la revista Tretzevents i va col·laborar en l'obra col·lectiva Yes we camp! Traços per una (r)evolució (Dibbuks). Va publicar en el periòdic argentí Página 12 la tira mensual ¡No somos hermanas! amb Flavia Company. Va realitzar el còmic 1, 2, 3, 4... Historietas diversas. Guia afectivo/sexual y de identidades para adolescentes amb Nac Scratchs. 
En el 2012 va publicar el còmic Sonrisas de Bombai, amb textos de Jaume Sanllorente. Va crear el col·lectiu "Període de Reflexión" juntament amb María Castrejón i FLICK creant el projecte 'Una idea brillante'.
L'any 2014 va coordinar l'antologia de còmics Enjambre i va repetir amb Isabel Franc en la novel·la gràfica Sansamba. En aquest període també va conduir l'espai radiofònic QdeCOMIC en l'emissora InOutRadio durant 2014-2015.
Ha il·lustrat en mitjans com Diagonal, Pikara Magazine, Balanzín, Capçalera, La Madeja, Tentacles, o El País, en fanzines i en diversos projectes col·lectius. La seva obra ha estat exposada en diversos festivals de còmic.
Després del seu trasllat a Bilbao ha col·laborat amb diferents organitzacions basques. El 2016 va publicar Gaza Amal: Historietas de mujeres valientes en la Franja de Gaza en col·laboració amb UNRWA Euskadi. El 2017 ha presentat el còmic Tipi-Tapa realitzat per a la Red de Decrecimiento y Buen Vivir i ha participat en l'obra col·lectiva editada per Astiberri Un regalo para Kushbu. Historias que cruzan fronteras, que explica les històries de vida de persones refugiades i migradas a Barcelona.
El 2023 fou guanyadora de la quarta edició del premi Ara de còmic en català pel còmic Cafè americà.

## Obres
- Alicia en un mundo real (2010). Coautora amb Isabel Franc (Norma Editorial).
- ¡No somos hermanas! (2010-2011). Coautora amb Flàvia Company. Diari argentí Página 12.
- Aliciadas (2010-2011). Coautora amb Isabel Franc. Dones de l'Associació de Dones Periodistes de Catalunya (núm. 39, núm. 40), revista digital MiraLes (abril  2011), revista de la Universitat de Barcelona Lectora 17.
- La Martina, la por i el gat Faluga (2010-2011). Revesta de còmic infantil Tretzevents (Publicacions de l'Abadia de Montserrat).
- Júlia, Paula, Marc i Àlex (2011). Col·lecció de còmic infantil Em dic... (Publicacions de l'Abadia de Montserrat).
- Yes we camp! Trazos para una (r)evolución (2011). Col·laboradora en l'obra col·lectiva. (Dibbuks, 2011).
- 1, 2, 3, 4... Historietas diverses. Guia afectivo/sexual y de identitades para adolescentes (2011). Coautora amb Nac Scratchs. (Bellaterra, 2011)
- El blog de Cachaca i Piluca (2012‐2013). Coautora amb María Castrejón.
- Arnau, Pau, Pol, Carla i Laia (2012). Col·lecció de còmic infantil Em dic... (Publicacions de l'Abadia de Montserrat).
- Sonrisas de Bombay (2012). (Norma Editorial).
- Sansamba (2014). (Norma Editorial)
- Gaza Amal: Historietas de mujeres valientes en la Franja de Gaza (2016). (UNRWA Euskadi)
- 10 Ingobernables (2016). Il·lustracions interiors i portada del llibre de June Fernández
- Tipi Tapa (2017). (Red de Decrecimiento i Buen Viure)
- Un regalo para Kushbu. Historias que cruzan fronteras (2017). VVAA. (Astiberri)
- Residencia de Estudiantes (2019) (Bruguera)
- Amal (UNRWA Euskadi) (còmic online)[8]
- Annemarie (Norma Editorial)
- Ofensiva final (Dolmen Editorial)[25]

## Premis i reconeixements
- 2002 - Premi de Còmic Lambda de Barcelona[26]
- 2008 - Premi de Còmic Lambda de Barcelona
- 2011 - III Premi Jennifer Quiles. Millor Producció Lèsbica[27]
- 2023 - Premi Ara de còmic en català per Cafè americà.[24]